# La Ville-aux-Clercs
La Ville-aux-Clercs est une commune française située dans le département de Loir-et-Cher, en région Centre-Val de Loire.
Localisée au nord du département, la commune fait partie de la région du Perche (région naturelle), grande région naturelle accidentée composée de  vallons, de plateaux, de collines, de crêtes et de vallées. Elle est drainée par la Rère, les Lacs Plats, le Rouaire, les Forges, les Gaz, le Saint Joseph et par divers petits cours d'eau.
L'occupation des sols est marquée par l'importance des espaces agricoles et naturels qui occupent la quasi-totalité du territoire communal. Aucun espace naturel présentant un intérêt patrimonial n'est toutefois recensé sur la commune dans l'inventaire national du patrimoine naturel. En 2010, l'orientation technico-économique de l'agriculture sur la commune est la culture des céréales et des oléoprotéagineux. À l'instar du département qui a vu disparaître le quart de ses exploitations en dix ans, le nombre d'exploitations agricoles a fortement diminué, passant de 14 en 1988, à 13 en 2000, puis à 11 en 2010.
Ses habitants s'appellent les Villauclergeoises et Villauclergeois.

## Géographie

### Localisation et communes limitrophes
La commune de Ville-aux-Clercs se trouve au nord du département de Loir-et-Cher, dans la région agricole du Perche,. À vol d'oiseau, elle se situe à 40,9 km  de Blois, préfecture du département, à 13,9 km de Vendôme, sous-préfecture, et à 21 km de Savigny-sur-Braye, chef-lieu du canton du Perche dont dépend la commune depuis 2015. La commune fait en outre partie du bassin de vie de Vendôme.
Les communes les plus proches sont : 
Chauvigny-du-Perche (4,4 km), Busloup (4,6 km), Romilly (4,8 km), Danzé (5,1 km), Rahart (5,5 km), Pezou (7,3 km), Lisle (7,7 km), La Chapelle-Vicomtesse (8,7 km) et Saint-Firmin-des-Prés (8,7 km).
La Ville-aux-Clercs est située dans la région naturelle du Perche.
Son altitude varie de 115 m à 1 953 m, la mairie se situant à 140 m.

### Hydrographie
La commune est drainée par le Boulon (1,115 km), le Gratteloup (4,596 km) et par divers petits cours d'eau, constituant un réseau hydrographique de 12,94 km de longueur totale.
Le Boulon, d'une longueur totale de 23,6 km, prend sa source dans la commune de Chauvigny-du-Perche et se jette dans le Loir à Mazangé, au lieu-dit Le Gué-du-Loir, après avoir traversé 7 communes.
Le Gratteloup traverse la commune en s'écoulant du nord au sud. D'une longueur totale de 17,1 km, il prend sa source dans la commune de Fontaine-Raoul (41) et se jette  dans le Loir à Pezou (41), après avoir traversé 5 communes.
Sur le plan piscicole, ces cours d'eau sont classés en première catégorie, où le peuplement piscicole dominant est constitué de salmonidés (truite, omble chevalier, ombre commun, huchon).

### Climat
Pour des articles plus généraux, voir Climat du Centre-Val de Loire et Climat de Loir-et-Cher.
En 2010, le climat de la commune est de type climat océanique dégradé des plaines du Centre et du Nord, selon une étude du CNRS s'appuyant sur une série de données couvrant la période 1971-2000. En 2020, Météo-France publie une typologie des climats de la France métropolitaine dans laquelle la commune est exposée à un climat océanique altéré et est dans la région climatique Moyenne vallée de la Loire, caractérisée par une bonne insolation (1 850 h/an) et un été peu pluvieux.
Pour la période 1971-2000, la température annuelle moyenne est de 10,8 °C, avec une amplitude thermique annuelle de 15,2 °C. Le cumul annuel moyen de précipitations est de 696 mm, avec 11,6 jours de précipitations en janvier et 7,2 jours en juillet. Pour la période 1991-2020, la température moyenne annuelle observée sur la station météorologique de Météo-France la plus proche, « Droué - Morache », sur la commune de Droué à 14 km à vol d'oiseau, est de 11,2 °C et le cumul annuel moyen de précipitations est de 788,8 mm,. Pour l'avenir, les paramètres climatiques de la commune estimés pour 2050 selon différents scénarios d'émission de gaz à effet de serre sont consultables sur un site dédié publié par Météo-France en novembre 2022.

### Milieux naturels et biodiversité
Aucun espace naturel présentant un intérêt patrimonial n'est recensé sur la commune dans l'inventaire national du patrimoine naturel,,.

## Urbanisme

### Typologie
Au 1er janvier 2024, La Ville-aux-Clercs est catégorisée commune rurale à habitat dispersé, selon la nouvelle grille communale de densité à sept niveaux définie par l'Insee en 2022.
Elle est située hors unité urbaine. Par ailleurs la commune fait partie de l'aire d'attraction de Vendôme, dont elle est une commune de la couronne,. Cette aire, qui regroupe 57 communes, est catégorisée dans les aires de moins de 50 000 habitants,.

### Occupation des sols
L'occupation des sols est marquée par l'importance des espaces agricoles et naturels (96,8 %). La répartition détaillée ressortant de la base de données européenne d'occupation biophysique des sols Corine Land Cover millésimée 2012 est la suivante : 
terres arables (11,6 %), 
cultures permanentes (0,6 %), 
zones agricoles hétérogènes (15,4 %), 
prairies (3,5 %), 
forêts (65,2 %), 
milieux à végétation arbustive ou herbacée (0,7 %), 
zones urbanisées (1 %), 
espaces verts artificialisés non agricoles (0,5 %), 
zones industrielles et commerciales et réseaux de communication (1,7 %), 
eaux continentales (0,5 %).

### Planification
La loi SRU du 13 décembre 2000 a incité fortement les communes à se regrouper au sein d'un établissement public, pour déterminer les partis d'aménagement de l'espace au sein d'un SCoT, un document essentiel d'orientation stratégique des politiques publiques à une grande échelle. La commune est dans le territoire du  SCOT des Territoires du Grand Vendômois, approuvé en 2006 et dont la révision a été prescrite en 2017, pour tenir compte de l'élargissement de périmètre,.
En matière de planification, la commune disposait en 2017 d'un plan local d'urbanisme approuvé. Par ailleurs, à la suite de la loi ALUR (loi pour l'accès au logement et un urbanisme rénové) de mars 2014, un plan local d'urbanisme intercommunal couvrant le territoire de la Communauté d'agglomération Territoires Vendômois a été prescrit le 14 décembre 2015.

### Habitat et logement
Le tableau ci-dessous présente la typologie des logements à la Ville-aux-Clercs en 2016 en comparaison avec celle du Loir-et-Cher et de la France entière. Une caractéristique marquante du parc de logements est ainsi la faible proportion des résidences secondaires et logements occasionnels (3,8 %) par rapport au département (18 %) et à la France entière (9,6 %). Concernant le statut d'occupation de ces logements, 65,9 % des habitants de la commune sont propriétaires de leur logement (66,6 % en 2011), contre 68,1 % pour le Loir-et-Cher et 57,6 pour la France entière.
|                                                         | La Ville-aux-Clercs | Loir-et-Cher | France entière |
| ------------------------------------------------------- | ------------------- | ------------ | -------------- |
| Résidences principales (en %)                           | 87,4                | 74,5         | 82,3           |
| Résidences secondaires et logements occasionnels (en %) | 3,8                 | 18           | 9,6            |
| Logements vacants (en %)                                | 8,8                 | 7,5          | 8,1            |

### Risques majeurs
Le territoire communal de Ville-aux-Clercs est vulnérable à différents aléas naturels : ), climatiques (hiver exceptionnel ou canicule), feux de forêts, mouvements de terrains ou sismique (sismicité très faible).
Il est également exposé à un risque technologique :  le transport de matières dangereuses,.

#### Risques naturels
Les mouvements de terrains susceptibles de se produire sur la commune sont liés au retrait-gonflement des argiles. Le phénomène de retrait-gonflement des argiles est la conséquence d'un changement d'humidité des sols argileux. Les argiles sont capables de fixer l'eau disponible mais aussi de la perdre en se rétractant en cas de sécheresse. Ce phénomène peut provoquer des dégâts très importants sur les constructions (fissures, déformations des ouvertures) pouvant rendre inhabitables certains locaux. La carte de zonage de cet aléa peut être consultée sur le site de l'observatoire national des risques naturels Georisques.

#### Risques technologiques
Le risque de transport de marchandises dangereuses sur la commune est lié à sa traversée par une route à fort trafic et une canalisation de transport de gaz. Un accident se produisant sur de telles infrastructures est en effet susceptible d'avoir des effets graves au bâti ou aux personnes jusqu'à 350 m, selon la nature du matériau transporté. Des dispositions d'urbanisme peuvent être préconisées en conséquence.

## Histoire
Entre le 29 janvier et le 8 février 1939, plus de 3 100 réfugiés espagnols fuyant l'effondrement de la république espagnole devant Franco, arrivent dans le Loir-et-Cher. Devant l'insuffisance des structures d'accueil (les haras de Selles-sur-Cher sont notamment utilisés), 47 villages sont mis à contribution, dont La Ville-aux-Clercs (au lieu-dit La Gaudinière). Les réfugiés, essentiellement des femmes et des enfants, sont soumis à une quarantaine stricte, vaccinés, le courrier est limité, le ravitaillement, s'il est peu varié et cuisiné à la française, est cependant assuré. Au printemps et à l'été, les réfugiés sont regroupés à Bois-Brûlé (commune de Boisseau).

## Politique et administration

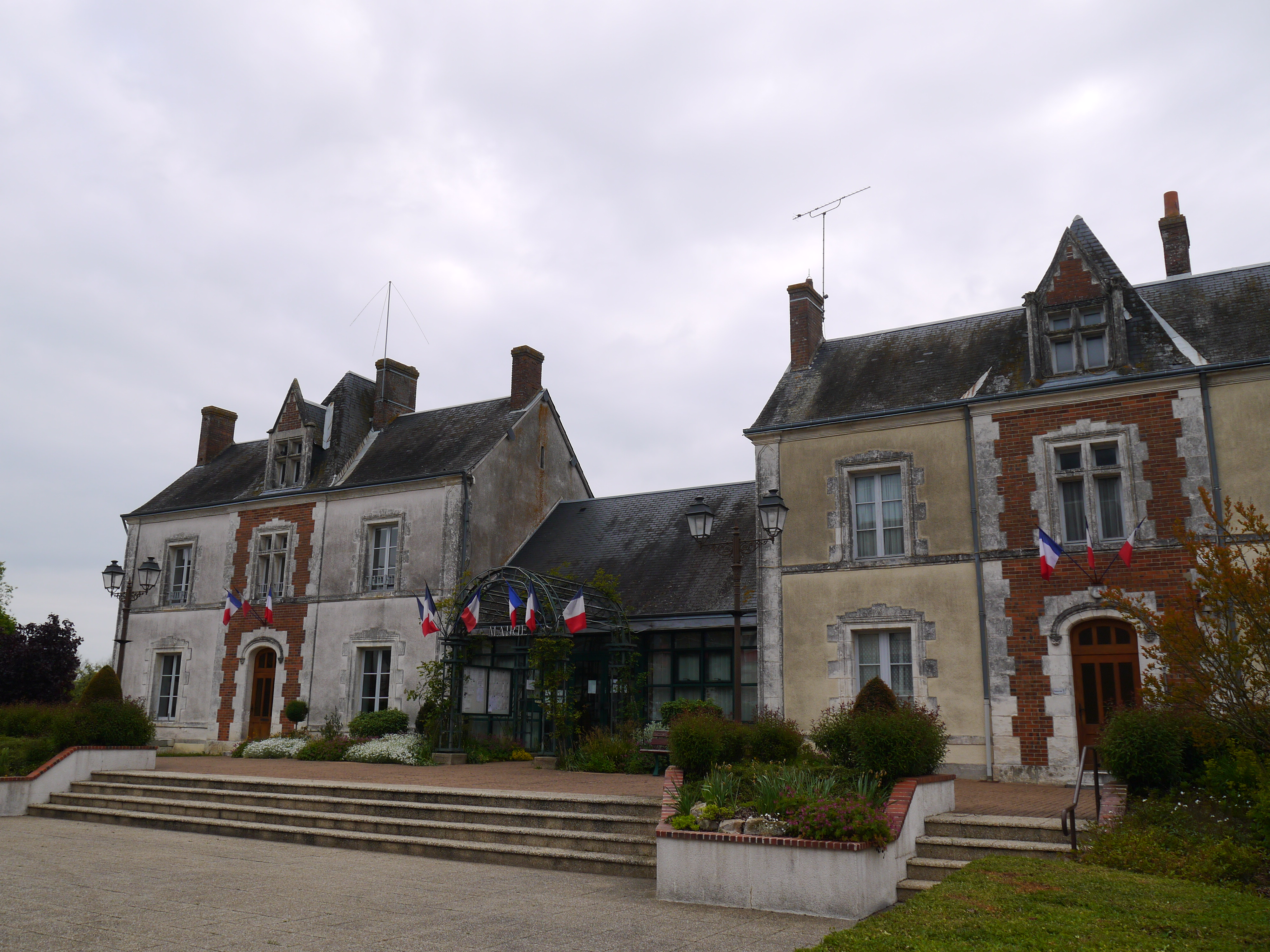
La place de la mairie.

### Découpage territorial
La commune de Ville-aux-Clercs est membre de la Communauté d'agglomération Territoires Vendômois, un établissement public de coopération intercommunale (EPCI) à fiscalité propre créé le 1er janvier 2017.
Elle est rattachée sur le plan administratif à l'arrondissement de Vendôme, au département de Loir-et-Cher et à la région Centre-Val de Loire, en tant que circonscriptions administratives. Sur le plan électoral, elle est rattachée au canton du Perche depuis 2015 pour l'élection des conseillers départementaux et à la troisième circonscription de Loir-et-Cher pour les élections législatives.

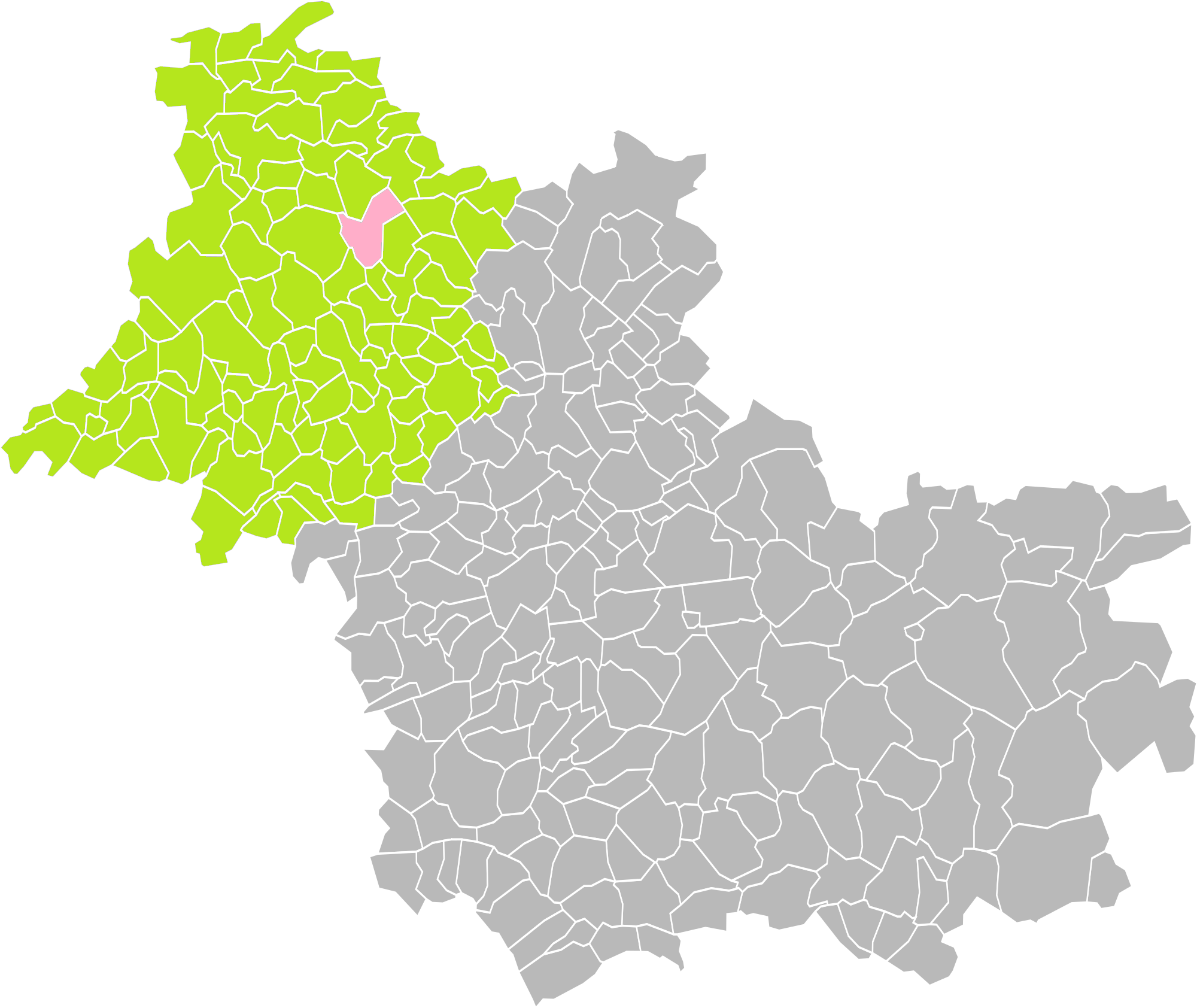
La Ville-aux-Clercs dans l'arrondissement de Vendôme en 2016.
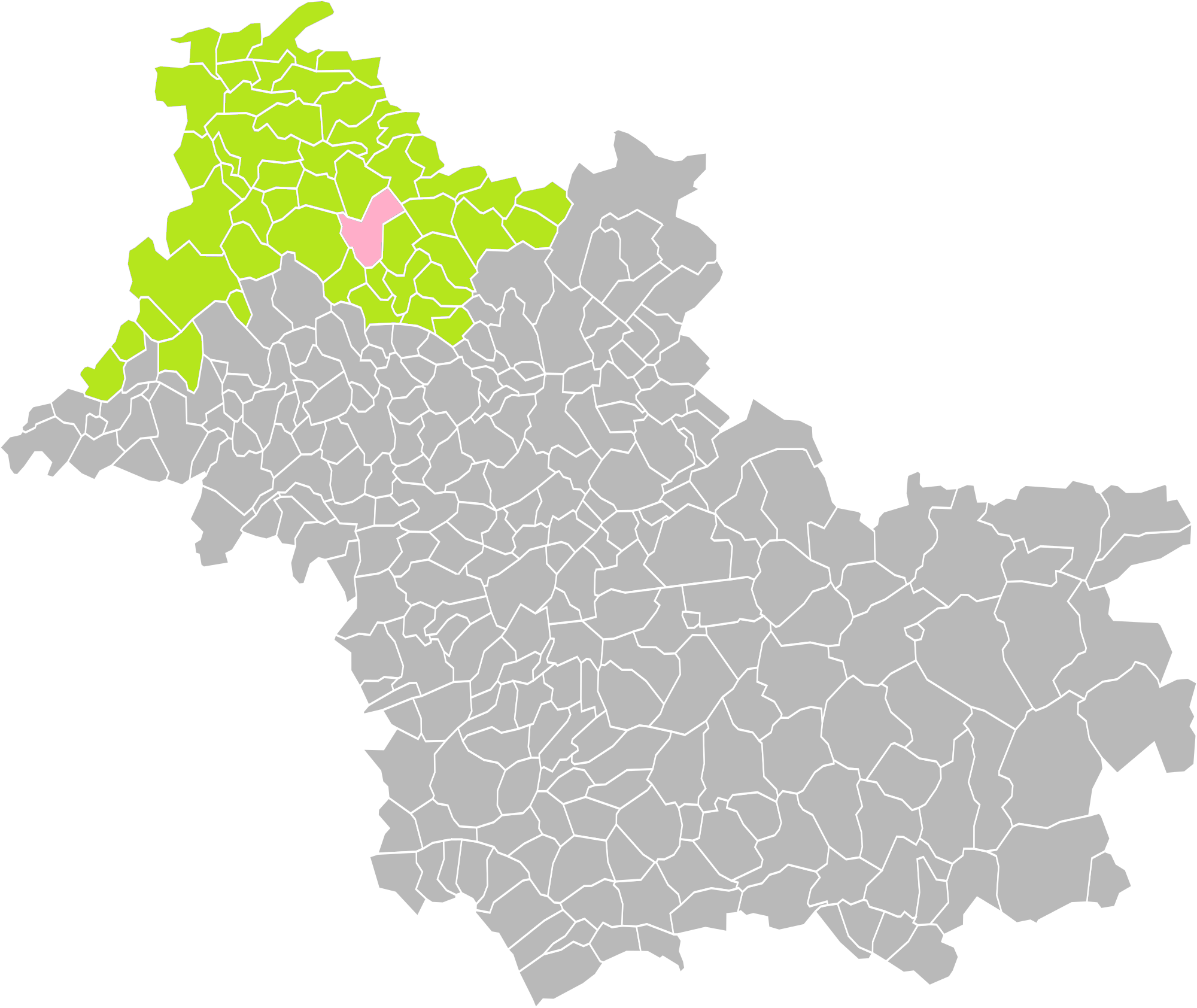
La Ville-aux-Clercs dans le canton du Perche en 2016.

### Politique et administration municipale

#### Conseil municipal et maire
Le conseil municipal de Ville-aux-Clercs, commune de plus de 1 000 habitants, est élu au scrutin proportionnel plurinominal avec prime majoritaire. Compte tenu de la population communale, le nombre de sièges au conseil municipal est de 15. Le maire, à la fois agent de l'État et exécutif de la commune en tant que collectivité territoriale, est élu par le conseil municipal au scrutin secret lors de la première réunion du conseil suivant les élections municipales, pour un mandat de six ans, c'est-à-dire pour la durée du mandat du conseil.
| Période   | Période   | Identité          | Étiquette | Qualité                         |
| --------- | --------- | ----------------- | --------- | ------------------------------- |
| mars 1983 | mars 2001 | Paul Bensimon     | -         |                                 |
| mars 2014 | mai 2020  | Isabelle Maincion |           | Agent technique, technicien     |
| mai 2020  | En cours  | Bruno Dupré,      |           | Contremaître, agent de maîtrise |

## Population et société

### Démographie

#### Évolution démographique
L'évolution du nombre d'habitants est connue à travers les recensements de la population effectués dans la commune depuis 1793. Pour les communes de moins de 10 000 habitants, une enquête de recensement portant sur toute la population est réalisée tous les cinq ans, les populations de référence des années intermédiaires étant quant à elles estimées par interpolation ou extrapolation. Pour la commune, le premier recensement exhaustif entrant dans le cadre du nouveau dispositif a été réalisé en 2008.

En 2022, la commune comptait 1 223 habitants, en évolution de −4,9 % par rapport à 2016 (Loir-et-Cher : −1,15 %, France hors Mayotte : +2,11 %).
| 1793 | 1800 | 1806 | 1821  | 1831 | 1836 | 1841 | 1846  | 1851  |
| ---- | ---- | ---- | ----- | ---- | ---- | ---- | ----- | ----- |
| 636  | 863  | 789  | 1 009 | 923  | 968  | 973  | 1 024 | 1 030 |

| 1856  | 1861  | 1866  | 1872  | 1876  | 1881 | 1886 | 1891  | 1896 |
| ----- | ----- | ----- | ----- | ----- | ---- | ---- | ----- | ---- |
| 1 090 | 1 165 | 1 330 | 1 116 | 1 045 | 964  | 965  | 1 053 | 997  |

| 1901  | 1906  | 1911  | 1921 | 1926  | 1931 | 1936 | 1946 | 1954 |
| ----- | ----- | ----- | ---- | ----- | ---- | ---- | ---- | ---- |
| 1 033 | 1 016 | 1 039 | 990  | 1 122 | 947  | 878  | 849  | 807  |

| 1962 | 1968 | 1975 | 1982 | 1990  | 1999  | 2006  | 2008  | 2013  |
| ---- | ---- | ---- | ---- | ----- | ----- | ----- | ----- | ----- |
| 802  | 846  | 870  | 967  | 1 114 | 1 197 | 1 287 | 1 313 | 1 307 |

| 2018  | 2022  | - | - | - | - | - | - | - |
| ----- | ----- | - | - | - | - | - | - | - |
| 1 260 | 1 223 | - | - | - | - | - | - | - |

#### Pyramide des âges
La population de la commune est relativement âgée.
En 2018, le taux de personnes d'un âge inférieur à 30 ans s'élève à 30,0 %, soit en dessous de la moyenne départementale (31,3 %). À l'inverse, le taux de personnes d'âge supérieur à 60 ans est de 34,6 % la même année, alors qu'il est de 31,6 % au niveau départemental.
En 2018, la commune comptait 598 hommes pour 662 femmes, soit un taux de 52,54 % de femmes, légèrement supérieur au taux départemental (51,45 %).
Les pyramides des âges de la commune et du département s'établissent comme suit.
| Hommes | Classe d’âge | Femmes |
| ------ | ------------ | ------ |
| 2,8    | 90 ou +      | 7,6    |
| 8,7    | 75-89 ans    | 13,4   |
| 18,6   | 60-74 ans    | 17,7   |
| 20,2   | 45-59 ans    | 19,3   |
| 15,7   | 30-44 ans    | 15,6   |
| 15,1   | 15-29 ans    | 9,7    |
| 18,9   | 0-14 ans     | 16,8   |

| Hommes | Classe d’âge | Femmes |
| ------ | ------------ | ------ |
| 1,1    | 90 ou +      | 2,6    |
| 9,2    | 75-89 ans    | 11,9   |
| 19,7   | 60-74 ans    | 20,4   |
| 20,7   | 45-59 ans    | 20     |
| 16,5   | 30-44 ans    | 16,2   |
| 15,2   | 15-29 ans    | 13,2   |
| 17,6   | 0-14 ans     | 15,7   |

## Économie

### Secteurs d'activité
Le tableau ci-dessous détaille le nombre d'entreprises implantées à la Ville-aux-Clercs selon leur secteur d'activité et le nombre de leurs salariés :
|                                                              | total | % com (% dep) | 0 salarié | 1 à 9 salarié(s) | 10 à 19 salariés | 20 à 49 salariés | 50 salariés ou plus |
| ------------------------------------------------------------ | ----- | ------------- | --------- | ---------------- | ---------------- | ---------------- | ------------------- |
| Ensemble                                                     | 86    | 100,0 (100)   | 55        | 25               | 3                | 3                | 0                   |
| Agriculture, sylviculture et pêche                           | 10    | 11,6 (11,8)   | 8         | 2                | 0                | 0                | 0                   |
| Industrie                                                    | 5     | 5,8 (6,5)     | 2         | 2                | 0                | 1                | 0                   |
| Construction                                                 | 8     | 9,3 (10,3)    | 5         | 2                | 1                | 0                | 0                   |
| Commerce, transports, services divers                        | 45    | 52,3 (57,9)   | 30        | 15               | 0                | 0                | 0                   |
| dont commerce et réparation automobile                       | 9     | 10,5 (17,5)   | 3         | 6                | 0                | 0                | 0                   |
| Administration publique, enseignement, santé, action sociale | 18    | 20,9 (13,5)   | 10        | 4                | 2                | 2                | 0                   |
| Champ : ensemble des activités.                              |       |               |           |                  |                  |                  |                     |

Le secteur du commerce, transports et services divers est prépondérant sur la commune (45 entreprises sur 86). 
Sur les 86 entreprises implantées à la Ville-aux-Clercs en 2016, 55 ne font appel à aucun salarié, 25 comptent 1 à 9 salariés, 3 emploient entre 10 et 19 personnes et 3 emploient entre 20 et 49 personnes.

### Agriculture
En 2010, l'orientation technico-économique de l'agriculture sur la commune est la culture de céréales et d'oléoprotéagineux (COP). Le département a perdu près d'un quart de ses exploitations en 10 ans, entre 2000 et 2010 (c'est le département de la région Centre-Val de Loire qui en compte le moins). Cette tendance se retrouve également au niveau de la commune où le nombre d'exploitations est passé de 33 en 1988 à 13 en 2000 puis à 11 en 2010. Parallèlement, la taille de ces exploitations augmente, passant de 46 ha en 1988 à 137 ha en 2010. 
Le tableau ci-dessous présente les principales caractéristiques des exploitations agricoles de Ville-aux-Clercs, observées sur une période de 22 ans : 
|                                      | 1988                 | 2000                 | 2010                 |
| Dimension économique                 | Dimension économique | Dimension économique | Dimension économique |
| ------------------------------------ | -------------------- | -------------------- | -------------------- |
| Nombre d'exploitations (u)           | 33                   | 13                   | 11                   |
| Travail (UTA)                        | 37                   | 20                   | 14                   |
| Surface agricole utilisée (ha)       | 1 528                | 1 492                | 1 510                |
| Cultures                             |                      |                      |                      |
| Terres labourables (ha)              | 1 437                | 1 396                | 1 503                |
| Céréales (ha)                        | 919                  | 906                  | 916                  |
| dont blé tendre (ha)                 | 689                  | 638                  | 636                  |
| dont maïs-grain et maïs-semence (ha) | 76                   | s                    | 37                   |
| Tournesol (ha)                       | 197                  | s                    |                      |
| Colza et navette (ha)                | 164                  | 251                  | 408                  |
| Élevage                              |                      |                      |                      |
| Cheptel (UGBTA)                      | 413                  | 621                  | 396                  |

## Culture locale et patrimoine

### Voies
| 85 odonymes recensés à La Ville-aux-Clercs au 22 février 2014 | 85 odonymes recensés à La Ville-aux-Clercs au 22 février 2014 | 85 odonymes recensés à La Ville-aux-Clercs au 22 février 2014 | 85 odonymes recensés à La Ville-aux-Clercs au 22 février 2014 | 85 odonymes recensés à La Ville-aux-Clercs au 22 février 2014 | 85 odonymes recensés à La Ville-aux-Clercs au 22 février 2014 | 85 odonymes recensés à La Ville-aux-Clercs au 22 février 2014 | 85 odonymes recensés à La Ville-aux-Clercs au 22 février 2014 | 85 odonymes recensés à La Ville-aux-Clercs au 22 février 2014 | 85 odonymes recensés à La Ville-aux-Clercs au 22 février 2014 | 85 odonymes recensés à La Ville-aux-Clercs au 22 février 2014 | 85 odonymes recensés à La Ville-aux-Clercs au 22 février 2014 | 85 odonymes recensés à La Ville-aux-Clercs au 22 février 2014 | 85 odonymes recensés à La Ville-aux-Clercs au 22 février 2014 | 85 odonymes recensés à La Ville-aux-Clercs au 22 février 2014 | 85 odonymes recensés à La Ville-aux-Clercs au 22 février 2014 |
| Allée                                                         | Avenue                                                        | Bld                                                           | Chemin                                                        | Clos                                                          | Impasse                                                       | Montée                                                        | Passage                                                       | Place                                                         | Pont                                                          | Route                                                         | Rue                                                           | Ruelle                                                        | Venelle                                                       | Autres                                                        | Total                                                         |
| ------------------------------------------------------------- | ------------------------------------------------------------- | ------------------------------------------------------------- | ------------------------------------------------------------- | ------------------------------------------------------------- | ------------------------------------------------------------- | ------------------------------------------------------------- | ------------------------------------------------------------- | ------------------------------------------------------------- | ------------------------------------------------------------- | ------------------------------------------------------------- | ------------------------------------------------------------- | ------------------------------------------------------------- | ------------------------------------------------------------- | ------------------------------------------------------------- | ------------------------------------------------------------- |
| 1                                                             | 0                                                             | 0                                                             | 3                                                             | 0                                                             | 7                                                             | 0                                                             | 0                                                             | 6                                                             | 0                                                             | 6                                                             | 28                                                            | 0                                                             | 0                                                             | 34                                                            | 85                                                            |
| Notes « N »                                                   | Notes « N »                                                   | 1. 2. 3. 4. 5.                                                | 1. 2. 3. 4. 5.                                                | 1. 2. 3. 4. 5.                                                | 1. 2. 3. 4. 5.                                                | 1. 2. 3. 4. 5.                                                | 1. 2. 3. 4. 5.                                                | 1. 2. 3. 4. 5.                                                | 1. 2. 3. 4. 5.                                                | 1. 2. 3. 4. 5.                                                | 1. 2. 3. 4. 5.                                                | 1. 2. 3. 4. 5.                                                | 1. 2. 3. 4. 5.                                                | 1. 2. 3. 4. 5.                                                | 1. 2. 3. 4. 5.                                                |
| Sources : rue-ville.info & perche-gouet.net & OpenStreetMap   |                                                               |                                                               |                                                               |                                                               |                                                               |                                                               |                                                               |                                                               |                                                               |                                                               |                                                               |                                                               |                                                               |                                                               |                                                               |

### Lieux et monuments

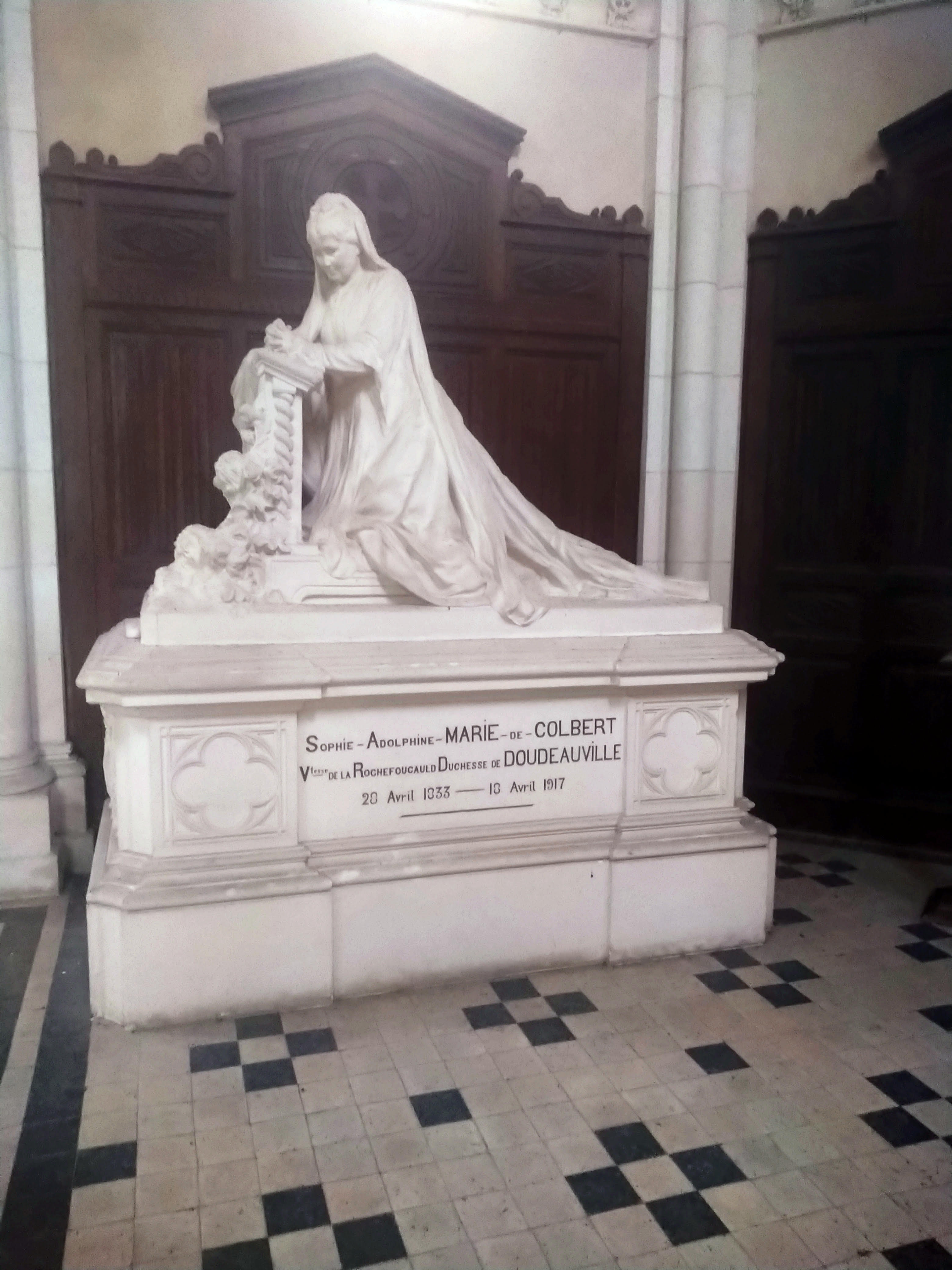
Statue orante de la duchesse de la Rochefoucauld-Doudeauville par le sculpteur Emile Guillaume.

- Église Saint-Barthélemy des XIIe, XVIIe et XIXe siècles, renfermant plusieurs objets classés aux Monuments Historiques : Le Christ en Croix, statut en bois polychrome, du XVIIe siècle ; La Mort de La Vierge, huile sur toile du XVIIe siècle ; L'Incrédulité de saint Thomas, huile sur toile du XVIIe siècle ; plaque funéraire de Michel de Verthamon, chevalier de Malte, en pierre et marbre (épitaphe en latin et armoiries), du  XVIIe siècle (1674) et une cloche en bronze, de note fa, du XVIe siècle (1580).
- Château de La Gaudinière (ruine).
- Chapelle de la Gaudinière: Statue orante de Sophie Adolphine Marie de la Rochefoucauld, duchesse de Doudeauville née de Colbert-Chabanais (1833 - 1917) par le sculpteur Émile Oscar Guillaume (1867-1954).
- Fort Girard.

### Héraldique
|  | Les armoiries de La Ville-aux-Clercs se blasonnent ainsi : Écartelé d'or et d'azur, au portail de gueules maçonné et ajouré de sable, ouvert du champ, brochant sur le tout. Création J.-P. Fernon - P. Bensimon (1987). |

### Personnalités liées à la commune
- Antoine de Loménie de La Ville-aux-Clercs (1560-1638) et Henri-Auguste de Loménie (1595-1668) ont été successivement seigneurs de la Ville-aux-Clercs jusqu'en 1640[59].
- Famille de Verthamon (seigneurs de la Ville-aux-Clercs sous l'Ancien Régime)[60].
- Stanislas de La Rochefoucauld, duc de Doudeauville (1822-1887), maire et conseiller général.
- Alain Delon et Nathalie Delon se sont mariés à La Ville-aux-Clercs le 13 août 1964[61].

## Sports
Depuis 2008, en juin : organisation du trail « sur les traces du loup » ; en 2013, cette édition attira plus de 1 500 athlètes venus de nombreux pays. Ce fut la 6e étape du Trail Tour National.